# Evita (soundtrack)
Evita is de muziek uit de film/musical Evita uit 1996. Op de meeste nummers is hoofdrolspeelster Madonna te horen, maar er is ook een belangrijke rol weggelegd voor Antonio Banderas (Che Guevara) en Jonathan Pryce (Juan Perón).
De muziek is op twee verschillende albums verkrijgbaar.

1) de cd "Music From The Motion Picture" is een enkele cd met daarop een selectie van de muziek uit de film 

2) de cd "The Complete Motion Picture Soundtrack" is een dubbel-cd en bevat alle muziek uit de film

## Tracks
Dit zijn de nummers van "The Complete Motion Picture Soundtrack". Tracks die zijn opgenomen op het album "Music From The Motion Picture" zijn aangegeven met een *.
CD 1

01. A cinema in Buenos Aires, 26 July 1952

02. *Requiem for Evita

03. *Oh what a circus

04. *On this night of a thousand stars

05. *Eva and Magaldi/Eva beware of the city

06. *Buenos Aires

07. *Another suitcase in another hall

08. *Goodnight and thank you

09. The lady's got potential

10. Charity concert/The art of the possible 

11. *I'd be surprisingly good for you

12. Hello and goodbye

13. *Peron's latest flame

14. *A new Argentina (de versie op de enkele cd is korter dan op de dubbel-cd)
CD 2

01. On the balcony of the Casa Rosada 1

02. *Don't cry for me Argentina

03. On the balcony of the Casa Rosada 2

04. *High flying, adored

05. *Rainbow high

06. Rainbow Tour
07. The actress hasn't learned the lines (you'd like to hear)

08. *And the money kept rolling in (and out)

09. Partido Feminista

10. *She is a diamond

11. Santa Evita

12. *Waltz for Eva and Che

13. Your little body's slowly breaking down

14. *You must love me

15. *Eva's final broadcast

16. Latin chant

17. *Lament